# 20 de junio
El 20 de junio es el 171.º (centésimo septuagésimo primer) día del año en el calendario gregoriano y el 172.º en los años bisiestos. Quedan 194 días para finalizar el año.

## Acontecimientos
- 451: en el Imperio romano de Occidente, en el norte de la actual Francia, comienza la Batalla de los Campos Cataláunicos contra Atila.
- 536: en Roma, Silverio es elegido papa.
- 712: Batalla de Raor, un fuerte ejército liderado por Muhammad ibn al-Qasim, marcha hacia Debal donde se une a una flota. La victoria se gana a través de una catapulta. El rey de Sind, Raja Dâhir, es derrotado y asesinado en la batalla.
- 1325: se empieza la construcción del Templo Mayor de la ciudad de México-Tenochtitlan.
- 1333: en España, los ejércitos meriníes y nazaríes atacan y recuperan la ciudad andaluza de Gibraltar.
- 1500: En Sevilla, la reina Isabel la Católica prohíbe la esclavitud mediante una Real Provisión. Además, con la misma orden, los indígenas pasan a ser considerados súbditos de la Corona con las mismas obligaciones y privilegios que el resto de los españoles.
- 1684: en el sur de Connecticut (Estados Unidos) una violenta tormenta (que incluye a varios tornados) devasta varios pueblos, especialmente en el condado de Hartford, dejando un rastro de árboles caídos de unos 800 m de ancho.
- 1698: en Ambato (Ecuador), cerca del volcán Carihuairarazo, un terremoto deja miles de víctimas mortales. (Posiblemente sea el mismo terremoto que el 19 de julio de 1698).
- 1782: en los Estados Unidos, el Congreso aprueba el diseño del emblema de la nación: el Sello de Estados Unidos.
- 1789: se presenta en Versalles el compromiso Juramento del Juego de Pelota, por el cual los diputados del Tercer Estado se comprometen a no separarse hasta obtener una nueva Constitución.
- 1816: la Bandera de Argentina es adoptada como símbolo patrio argentino.
- 1837: en Londres (Imperio británico), Alejandrina Victoria es coronada reina del Reino Unido y de Irlanda con el nombre de Victoria I (comienza la era victoriana).
- 1867: en los Estados Unidos, el presidente Andrew Johnson adquiere el territorio comprado de Alaska a los rusos.
- 1867: en Buenos Aires (Argentina) se juega el primer partido de fútbol en ese país.
- 1904: se funda la Asociación Internacional de Automóviles Clubs Reconocidos, antecesora de la Federación Internacional del Automóvil.
- 1923: en El Salvador, entre hoy y mañana se registran graves inundaciones.[1]
- 1924: en San Salvador (El Salvador) se registra una grave inundación.[2]
- 1928: en España se funda el club de fútbol Real Valladolid.
- 1930: Se funda la Compañía Anónima Nacional Teléfonos de Venezuela CANTV
- 1933: en el mar Caribe, los aviadores españoles Mariano Barberán y Joaquín Collar, que habían atravesado el Atlántico a bordo del Cuatro Vientos, parten desde La Habana hacia México, desapareciendo en el trayecto.
- 1937: en Argentina se crea la categoría de automovilismo Turismo Carretera.
- 1939 En Honduras se hace el último fusilamiento del país.
- 1947: en Argentina se funda el Club Deportivo Morón.
- 1949: en Argentina, el presidente constitucional Juan Domingo Perón decreta que las universidades nacionales de ese país sean gratuitas para los habitantes de Argentina y de todos los países latinoamericanos. Esa ley se mantiene hasta la actualidad.
- 1960: en Buenos Aires (Argentina), el Congreso ―compuesto por todos los partidos políticos argentinos excepto el Partido Justicialista (que en 1954 había ganado las elecciones por el 62 % de los votos), que estaba prohibido por el presidente Arturo Frondizi desde el 13 de marzo― aprueba la Ley Federal de Represión al Terrorismo para luchar contra la Resistencia peronista.
- 1961: en Argentina, el guerrillero y médico argentino Ernesto Che Guevara (ministro de Industria de Cuba), visita al presidente Arturo Frondizi.
- 1963: en Buenos Aires (Argentina), un decreto de la dictadura del civil José María Guido veta a todos aquellos partidos en alguna de cuyas listas figuren peronistas o experonistas. El candidato del Frente Nacional y Popular, Vicente Solano Lima, convoca al voto en blanco.
- 1963: Se crea el Teléfono Rojo. Es una línea directa entre Rusia y los Estados Unidos creada durante la Guerra Fría que sigue activa
- 1972: en Uruguay, exhuman a Pascasio Báez (n. 1925), peón rural asesinado por los Tupamaros el 21 de diciembre de 1971.
- 1973: regresa a la Argentina el expresidente constitucional Juan Domingo Perón, tras 18 años en el exilio. En cercanías del Aeropuerto Internacional de Ezeiza, durante la bienvenida al líder, sucede la masacre de Ezeiza: francotiradores disparan contra peronistas de izquierda, matando a por lo menos 13, e hiriendo a más de 300.
- 1977: en los Estados Unidos se construye el gran oleoducto de Alaska, que atraviesa el estado de Alaska de sur a norte.
- 1990: en Europa se propone una nueva unidad monetaria (el ecu) para la Comunidad Europea.
- 1992: en Paraguay entra en vigor la nueva Constitución nacional, reemplazando a la anterior de 1967.
- 2003: se anuncia la creación de la Fundación Wikimedia.
- 2007: El Club Atlético Boca Juniors de Argentina vence por 2 goles a 0 al Grêmio de Brasil en la vuelta de la final de la Copa Libertadores, para así ganar por un total global de 5 a 0 y llevarse su sexto título en la historia de dicha competencia.
- 2008: una estampida humana en la discoteca New's Divine de la Ciudad de México deja 13 muertos y 16 heridos.
- 2010: en Colombia se celebra la segunda vuelta de las elecciones presidenciales, en las que Juan Manuel Santos resulta elegido presidente del país, con una abrumadora victoria de 69,9 % de los sufragios.
- 2010: En El Salvador, en el municipio de Mejicanos, ocurre una masacre dentro de un microbús de la Ruta 47 como acto de venganza del Barrio 18 en contra de la Mara Salvatrucha.
- 2014: el presidente de la Comisión Europea, José Manuel Durão Barroso anuncia en Bruselas el apoyo y sumatoria de la Unión Europea al plan de paz del desde hace poco presidente de Ucrania, Petro Poroshenko para solucionar el conflicto armado en los óblast separatistas y anexionistas ucranianos orientales de Lugansk y Donetsk. El proyecto también cuenta con el apoyo del presidente de Rusia, Vladímir Putin (este último país está involucrado ya que esas 2 regiones exigen anexarse a este).[3][4]

## Nacimientos
- 236 a. C.: Escipión el Africano, político romano (f. 183 a. C.).
- 1005: Ali az-Zahir, califa fatimí entre 1021 y 1036 (f. 1036).
- 1389: Juan de Lancaster, regente francés (f. 1435).
- 1469: Gian Galeazzo Sforza, aristócrata milanés (f. 1494).
- 1510: Gracia Nasi, empresaria y filántropa portuguesa (f. 1569).
- 1566: Segismundo III Vasa, rey polaco entre 1587 y 1632 y sueco entre 1592 y 1599 (f. 1632).
- 1615: Salvatore Rosa, pintor y aguafuertista italiano (f. 1673).
- 1634: Carlos Manuel II, aristócrata saboyano (f. 1675).
- 1647: Juan Jorge III de Sajonia, noble alemán (f. 1691).
- 1672: Luis César de Borbón, noble francés (f. 1683).
- 1674: Nicholas Rowe, poeta británico (f. 1718).
- 1682: Leonor de Schwarzenberg, noble austriaca (f. 1741).
- 1687: Giovanni Battista Pittoni, pintor italiano (f. 1767).
- 1717: Jacques Saly, escultor francés (f. 1776).
- 1723: Adam Ferguson, filósofo británico (f. 1816).
- 1726: Luisa Enriqueta de Borbón-Conti, aristócrata francesa (f. 1759).
- 1737: Tokugawa Ieharu, shogun japonés (f. 1786).
- 1754: Amalia de Hesse-Darmstadt, noble alemana (f. 1832).
- 1756: Joseph Martin Kraus, compositor sueco (f. 1792).
- 1760: Richard Wellesley, estadista irlandés (f. 1842).
- 1761: Jakob Hübner, entomólogo alemán (f. 1826).
- 1763: Theobald Wolfe Tone, político y revolucionario irlandés (f. 1798).
- 1785: Manuel Basilio Bustamante, político y presidente uruguayo (f. 1863).
- 1786: Marceline Desbordes-Valmore, poetisa francesa (f. 1859).
- 1790: Thomas Edward Bowdich, zoólogo, viajero, botánico y escritor británico (f. 1824).
- 1793: Aleksander Fredro, poeta, dramaturgo y escritor polaco (f. 1876).
- 1808: Samson Raphael Hirsch, rabino alemán (f. 1888).
- 1819: Jacques Offenbach, violonchelista y compositor austriaco (f. 1880).
- 1827: Bernhard Weiß, teólogo protestante alemán (f. 1918).
- 1833: Léon Bonnat, pintor francés (f. 1922).
- 1848: Albert Richard Parsons, anarcosindicalista estadounidense (f. 1887).
- 1859: Christian von Ehrenfels, filósofo austríaco (f. 1932).
- 1861: Frederick Gowland Hopkins, bioquímico británico, premio nobel de medicina en 1929 (f. 1947).
- 1868: Richard Riemerschmid, arquitecto alemán (f. 1957).
- 1870: Miguel Yuste, clarinetista español (f. 1947).
- 1875: Reginald Crundall Punnett, genetista británico (f. 1967).
- 1875: Othenio Abel, paleontólogo austríaco (f. 1946).
- 1883: Augusto Ordóñez, barítono español (f. 1957).
- 1884: Johannes Heinrich Schultz, neurólogo y psiquiatra alemán (f. 1970).
- 1884: Mary R. Calvert, astrónoma estadounidense (f. 1974)
- 1887: Kurt Schwitters, pintor alemán (f. 1948).
- 1889: John S. Paraskevopoulos, astrónomo griego-sudafricano (f. 1951).
- 1890: Giorgio Morandi, pintor italiano (f. 1964).
- 1891: John Costello, político irlandés (f. 1976).
- 1893: Wilhelm Zaisser, político alemán (f. 1958).
- 1896: Wilfrid Pelletier, director de orquesta y músico canadiense (f. 1982).
- 1899: Jean Moulin, político y militar francés (f. 1943).
- 1899: Adolfo S. Scilingo, diplomático argentino (f. 1973).
- 1902: Juan Evaristo, futbolista argentino (f. 1979).
- 1902: Roberto Fugazot, actor y cantante uruguayo (f. 1971).
- 1905: Lillian Hellman, dramaturga estadounidense (f. 1984).
- 1909: Errol Flynn, actor estadounidense (f. 1959).
- 1910: Francisco Martínez Cordero, baloncestista mexicano.(f. 1993)
- 1911: Paul Pietsch, piloto alemán de automovilismo (f. 2012).
- 1913: Juan de Borbón y Battenberg, aristócrata español (f. 1993).
- 1913: Lilian Jackson Braun, escritora estadounidense (f. 2011).
- 1914: Muazzez İlmiye Çığ escritora, arqueóloga y asiriologista turca (f. 2024).
- 1915: Terence Young, cineasta británico (f. 1994).
- 1917 Helena Rasiowa, matemática polaca (f. 1994)
- 1918: Luis Peña Illescas, actor español (f. 1977).
- 1918: Luis Beristáin, actor mexicano (f. 1962).
- 1920: Eduardo Mondlane, político mozambiqueño (f. 1969).
- 1920: Amos Tutuola, escritor nigeriano (f. 1997).
- 1920: Nadezhda Volkova, partisana soviética y Heroína de la Unión Soviética (f. 1942).
- 1921: Jean Dieuzaide, fotógrafo francés (f. 2003).
- 1922: Ernesto Bianco, actor argentino (f. 1977).
- 1923: Zinaída Mareseva, enfermera militar soviética y Heroína de la Unión Soviética (f. 1943).
- 1924: Chet Atkins, guitarrista y productor estadounidense (f. 2001).
- 1924: Audie Murphy, militar y actor estadounidense (f. 1971).
- 1924: Rainer Barzel, político alemán (f. 2006).
- 1925: Doris Hart, tenista estadounidense (f. 2015).
- 1925: Andrés Aylwin, abogado y político chileno (f. 2018).
- 1926: Giovanni Viola, futbolista italiano.(f. 2008)
- 1928: Jean-Marie Le Pen, político francés (f. 2025).
- 1928: Eric Dolphy, músico estadounidense de jazz (f. 1964).
- 1928: Martin Landau, actor estadounidense. (f. 2017)
- 1928: Hu Hesheng, matemática china (f. 2024).
- 1929: José Vicente Grecco, futbolista argentino (f. 2008).
- 1929: Edith Windsor, activista por LGBT americana. (f. 2017).
- 1930: Magdalena Abakanowicz, artista polaca. (f. 2017).
- 1930: María Aurelia Bisutti, actriz argentina (f. 2010).
- 1931: Olympia Dukakis, actriz estadounidense (f. 2021).
- 1931: Mary L. Good, química inorgánica estadounidense. (f. 2019)
- 1933: Lazy Lester, músico de blues estadounidense (f. 2018).
- 1933: Danny Aiello, actor estadounidense (f. 2019).
- 1934: Sergio Balanzino, político italiano y secretario general de la OTAN en 1994 y 1995. (f. 2018).
- 1934: Rius, caricaturista mexicano (f. 2017).
- 1935: Armando Picchi, futbolista italiano (f. 1971).
- 1938: María Luisa Aguilar, astrónoma peruana (f. 2015)
- 1940: Josep Maria Benet, dramaturgo español.(f.2020)
- 1940: Umanosuke Ueda, luchador profesional japonés (f. 2011).
- 1940: John Mahoney, actor estadounidense. (f. 2018).
- 1940: Eugen Drewermann, teólogo alemán.
- 1941: Stephen Frears, cineasta británico.
- 1941: Josep-Ignasi Saranyana, filósofo, teólogo, profesor español.
- 1942: Brian Wilson, cantante estadounidense de la banda Beach Boys (f. 2025).
- 1943: Masayuki Uemura, ingeniero, productor de videojuegos y profesor japonés (f. 2021).
- 1945: Shekhar Mehta, piloto de rally keniano (f. 2006).
- 1945: Anne Murray, cantante canadiense.
- 1945: Jean-Claude Izzo, novelista francés (f. 2000).
- 1946: Xanana Gusmão, presidente timorense entre 2002 y 2007.
- 1946: Lars Vilks, artista e historiador del arte sueco (f. 2021).
- 1948: Ludwig Scotty, presidente nauruano entre 2003 y 2007.
- 1949: Gotabaya Rajapaksa, político esrilanqués, Presidente de Sri Lanka entre 2019 y 2022.
- 1949: Lionel Richie, cantante y actor estadounidense de la banda The Commodores.
- 1950: Nuri al Maliki, político y primer ministro iraquí desde 2006.
- 1950: Teté Coustarot, modelo y conductora de radio y televisión argentina.
- 1951: Tress MacNeille, actriz de doblaje estadounidense.
- 1952: John Goodman, actor estadounidense.
- 1952: Mabel Rivera, actriz española.
- 1952: Vikram Seth, poeta indio.
- 1953: Ulrich Mühe, actor alemán (f. 2007).
- 1953: Raúl Ramírez, tenista mexicano.
- 1954: Michael Anthony, músico estadounidense de la banda Van Halen.
- 1954: Amparo Muñoz, actriz española (f. 2011).
- 1954: Ilan Ramon, astronauta israelí (f. 2003).

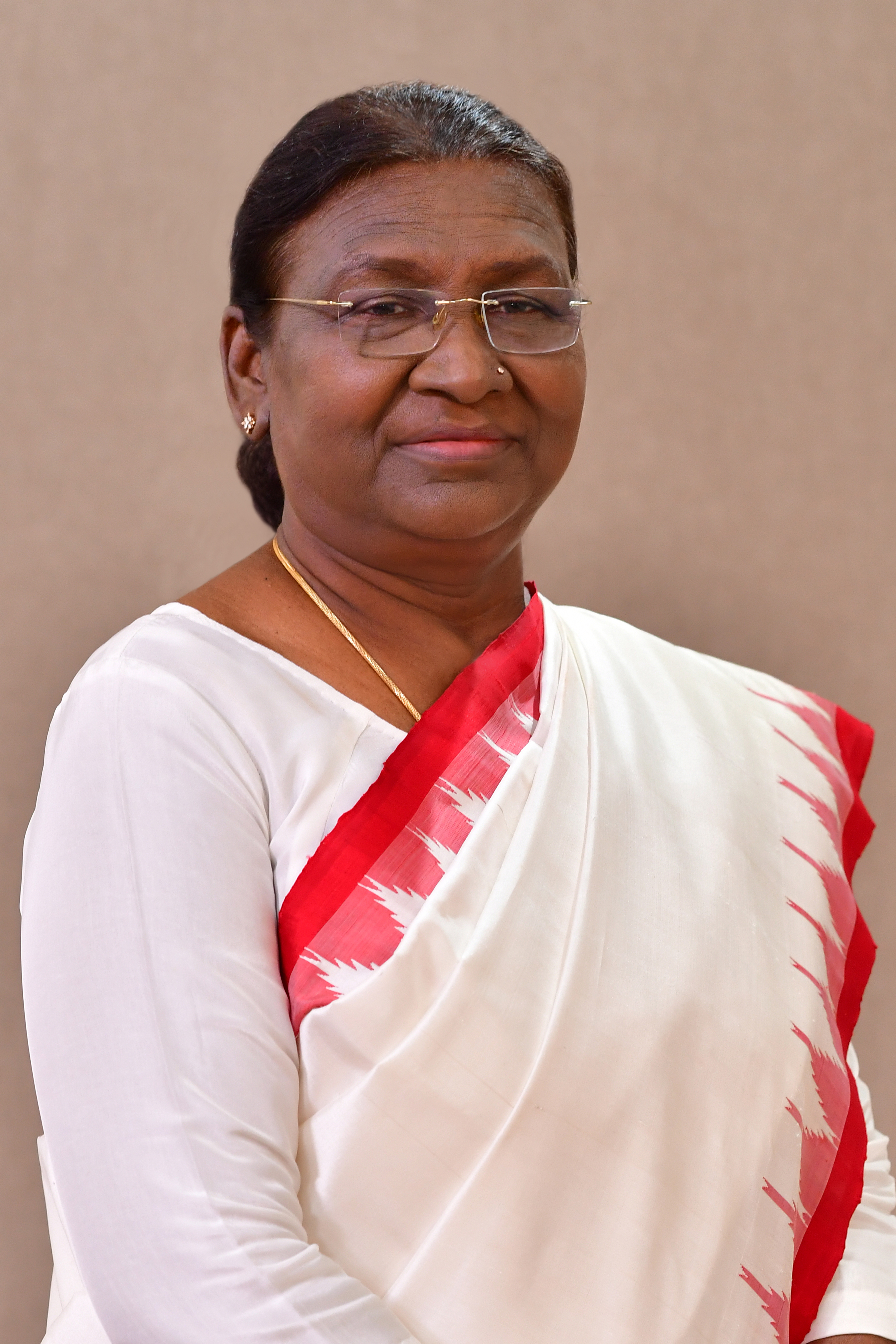
Draupadi Murmu

- 1958: Draupadi Murmu, política india, presidenta de la India desde 2022.
- 1959: Alexandra Etherington, noble inglesa.
- 1960: John Taylor, bajista británico, de la banda Duran Duran.
- 1964: Remedios Cervantes, modelo española.
- 1964: Silke Möller, atleta alemana.
- 1967: Edu Ardanuy, guitarrista brasileño, de la banda Dr. Sin.
- 1967: Nicole Kidman, actriz australiana.
- 1968: Robert Rodriguez, cineasta estadounidense.
- 1968: Barry Sparks, bajista estadounidense, de la banda Dokken.
- 1969: José Luis Calva Zepeda, dramaturgo y asesino mexicano (f. 2007).
- 1969: Peter Paige, actor estadounidense.
- 1969: Paulo Bento exfutbolista y seleccionador portugués.
- 1969: MaliVai Washington, tenista profesional estadounidense.
- 1970: Moulay Rachid, príncipe marroquí.
- 1971: Josh Lucas, actor estadounidense.
- 1971: Rodney Rogers, baloncestista estadounidense.
- 1971: Jeordie White, guitarrista estadounidense, de la banda Marilyn Manson.

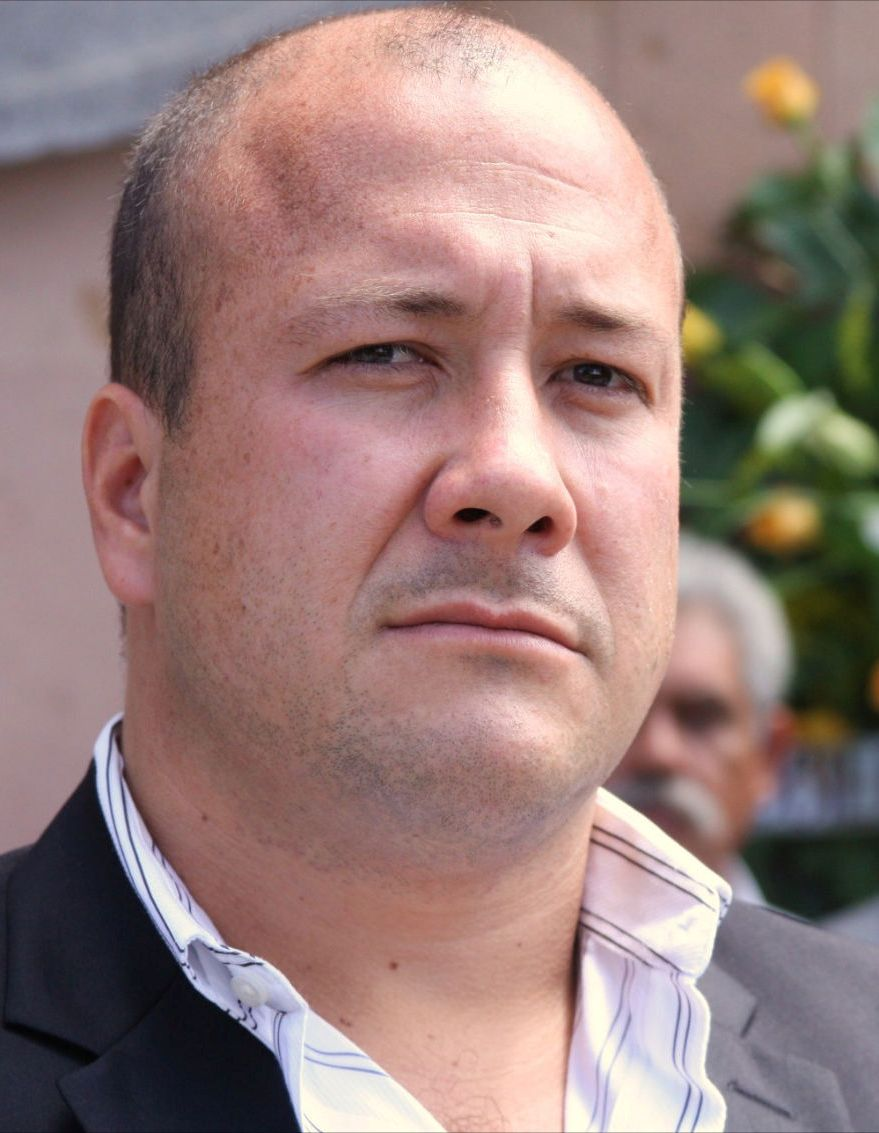
Enrique Alfaro Ramírez

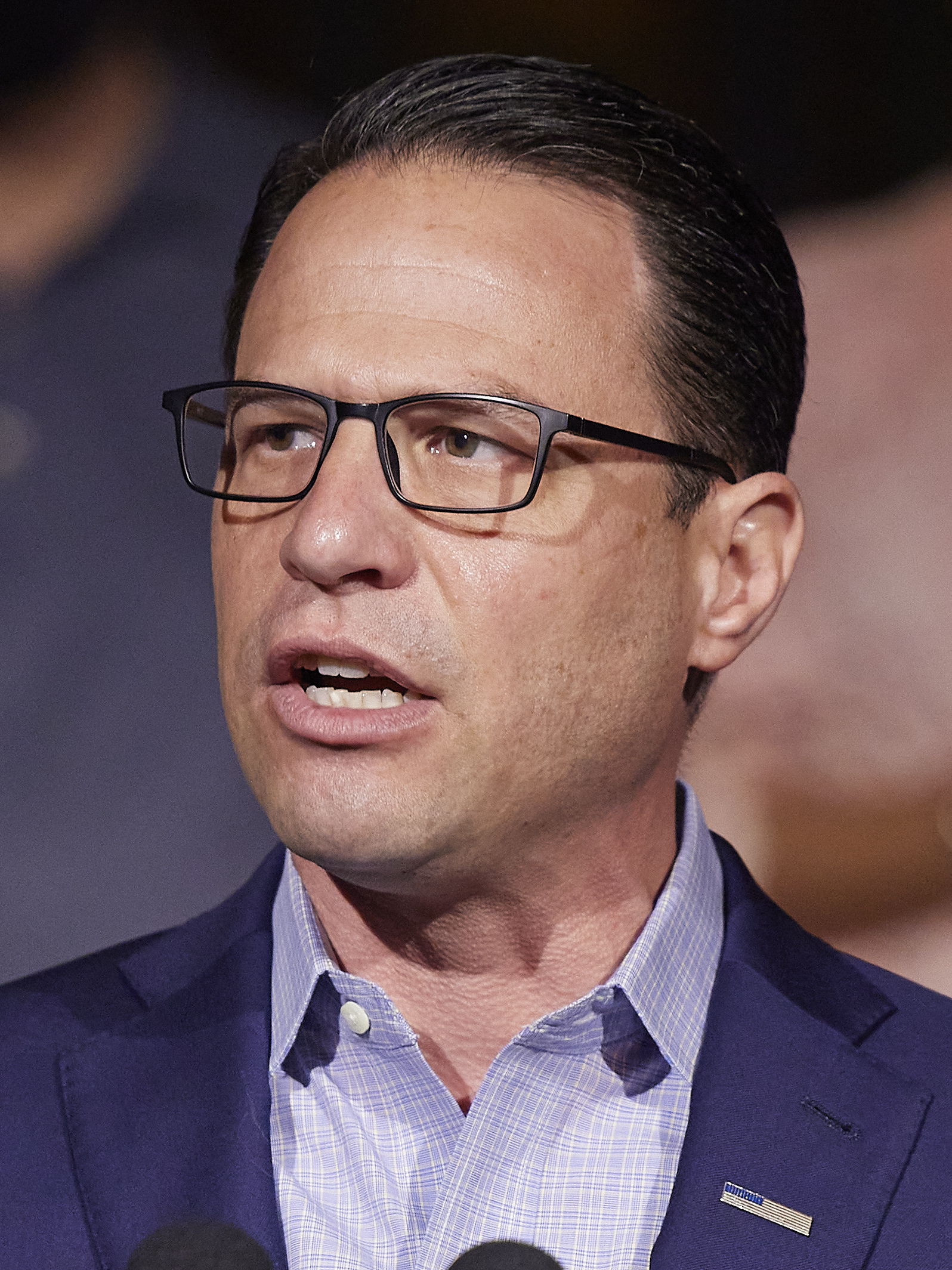
Josh Shapiro

- 1973: Chino Moreno, cantante estadounidense, de la banda Deftones.
- 1973: Jenílson Ângelo de Souza, futbolista brasileño.
- 1973: Enrique Alfaro Ramírez, político mexicano. Gobernador de Jalisco entre 2018 y 2024.
- 1973: Luis Facundo Villalba, futbolista y entrenador argentino.
- 1973: Josh Shapiro, abogado y político estadounidense, Gobernador de Pensilvania desde 2023.
- 1973:  Tom Wlaschiha, actor alemán.
- 1974: Moacir Bastos, futbolista brasileño.
- 1974: Lorenzo Squizzi, futbolista italiano.
- 1974: Avelino Salvador Maluana, futbolista mozambiqueño.
- 1975: Daniel Zítka, futbolista checo.
- 1975: Joan Balcells, tenista español.
- 1975: Loon, rapero estadounidense.
- 1976: Juliano Belletti, futbolista brasileño.
- 1976: Jerome Fontamillas, músico filipino, de la banda Switchfoot.
- 1976: Carlos Lee, beisbolista panameño.
- 1977: Gordan Giriček, baloncestista croata.
- 1977: Roberto Carlos Cortés, futbolista colombiano.
- 1978: Frank Lampard, futbolista británico.
- 1979: Masashi Motoyama, futbolista japonés.
- 1979: Teruaki Kobayashi, futbolista japonés.
- 1980: Fabian Wegmann, ciclista alemán.
- 1980: Milovan Mirosevic, futbolista chileno-croata.
- 1980: Franco Semioli, futbolista italiano.
- 1981: Joseba Del Olmo, futbolista español.
- 1981: Ardian Gashi, futbolista noruego.
- 1981: Alisan Porter, actriz y cantante estadounidense.
- 1982: George Forsyth, futbolista, modelo y político peruano.
- 1982: Alekséi Berezutski, futbolista ruso.
- 1982: Vasili Berezutski, futbolista ruso.
- 1982: Example, cantante británico.
- 1983: Miguel Ángel Benítez Gómez, músico español, de la banda Los Delinqüentes (f. 2004).
- 1983: Josh Childress, baloncestista estadounidense.
- 1983: Radek Dosoudil, futbolista checo.
- 1983: Carolina Ramírez, actriz y bailarina colombiana
- 1984: Jarrod Smith, futbolista neozelandés.
- 1985: Darko Miličić, baloncestista serbio.
- 1985: Saki Aibu, actriz japonesa.
- 1985: Cyril Detremmerie, futbolista belga (f. 2016).
- 1985: Aurélien Chedjou, futbolista camerunés.
- 1986: Joy Huerta, cantante y compositora mexicana, del dúo Jesse & Joy.
- 1986: Dreama Walker, actriz estadounidense.
- 1986: Luca Cigarini, futbolista italiano.
- 1988: Shefali Chowdhury, actriz británica.
- 1989: Christopher Mintz-Plasse, actor estadounidense.
- 1989: Javier Pastore, futbolista argentino.
- 1989: Kevin Møller, balonmanista danés.
- 1991: Philip Heise, futbolista alemán.
- 1992: José Guillermo Ortiz, futbolista costarricense.
- 1993: Ahmed Refaat, futbolista egipcio (f. 2024).
- 1994: Joemar Guarecuco, futbolista venezolano.
- 1994: Younes Namli, futbolista danés.
- 1994: Kang Tae-oh, actor y cantante surcoreano.
- 1995: Gerson Rodrigues, futbolista luxemburgués.
- 1995: Caroline Weir, futbolista escocesa.
- 1995: Celia Jiménez Delgado, futbolista española.
- 1996: Mohammad Karimi, futbolista iraní.
- 1996: Majid Hosseini, futbolista iraní.
- 1996: Ana Gutiérrez, futbolista chilena.
- 1996: Mario Briceño, futbolista chileno.
- 1996: Claudia Lee, actriz, cantante y compositora estadounidense.
- 1996: Daniele Verde, futbolista italiano.
- 1997: Giuseppe Bausilio, bailarín suizo.
- 1997: Takeaki Hommura, futbolista japonés.
- 1997: Jordan Larsson, futbolista sueco.
- 1997: Pedro Guilherme Abreu dos Santos, futbolista brasileño.
- 1997: Michael Lilander, futbolista estonio.
- 1997: Ibrahim Al-Mukhaini, futbolista omaní.
- 1998: Jadin Gould, actriz estadounidense.
- 1998: Muslima Odilova, nadadora uzbeka.
- 1998: Trey Landers, baloncestista estadounidense.
- 1998: Leonardo Lema, baloncestista argentino.
- 1998: Oshae Brissett, baloncestista canadiense.
- 1998: Andrei Rațiu, futbolista rumano.
- 1998: Kevin Kranz, atleta alemán.
- 1998: Rufino Gama, futbolista timorense.
- 1998: Kajsa Vickhoff Lie, esquiadora alpina noruega.
- 1998: Dante Fabbro, jugador de hockey sobre hielo canadiense.
- 1999: Yui Mizuno, idol japonesa, de la banda Baby Metal.
- 1999: Kayla Maisonet, actriz estadounidense.
- 1999: Francesco Antonucci, futbolista belga.
- 2000: Mohanad Ali, futbolista iraquí.
- 2000: Mitchel Bakker, futbolista neerlandés.
- 2000: Ole Romeny, futbolista neerlandés.
- 2000: Dídac Cuevas, baloncestista español.
- 2000: Andrea Stojadinov, yudoca serbia.
- 2000: Mischa Bredewold, ciclista neerlandesa.
- 2000: Christian Koloko, baloncestista camerunés.
- 2000: Roko Baturina, futbolista croata.
- 2001: Gonçalo Ramos, futbolista portugués.
- 2001: Nicolas Jackson, futbolista senegalés.
- 2001: Bamo Meïté, futbolista marfileño.
- 2001: Nia Sioux, actriz, cantante, bailarina y modelo estadounidense.
- 2001: Alejo Tabares, futbolista argentino.
- 2001: Johan Karlsson, futbolista sueco.
- 2001: Rodrigo Narváez, YouTuber mexicano.
- 2002: Chen Szu-chi, nadadora taiwanesa.
- 2002: Hugo Ekitike, futbolista francés.
- 2003: Hans Niemann, ajedrecista estadounidense.
- 2003: Ilyes Ziani, futbolista belga.
- 2003: Musab Al-Juwayr, futbolista saudí.
- 2005: João Rego, futbolista portugués.
- 2007: Renáta Jamrichová, tenista eslovaca.
- 2011: Julian Hilliard, actor estadounidense.

## Fallecimientos
- 930: Hucbaldo, monje y compositor francés (n. 840).
- 1139: Juan de Matera, santo italiano (n. 1070).
- 1597: Willem Barents, explorador neerlandés (n. 1550).
- 1605: Teodoro II, zar ruso (n. 1605).
- 1722: Christoph Dientzenhofer, arquitecto romano germánico (n. 1655).
- 1730: Gabriel de Grupello, escultor belga (n. 1644).
- 1787: Karl Friedrich Abel, escritor alemán (n. 1723).
- 1800: Abraham Gotthelf Kastner, matemático alemán (n. 1719).
- 1810: Hans Axel de Fersen, aristócrata sueco (n. 1755).
- 1815: George Montagu, naturalista británico (n. 1753).
- 1818: Carlota de Holstein-Gottorp, reina de Suecia y de Noruega (n. 1759).

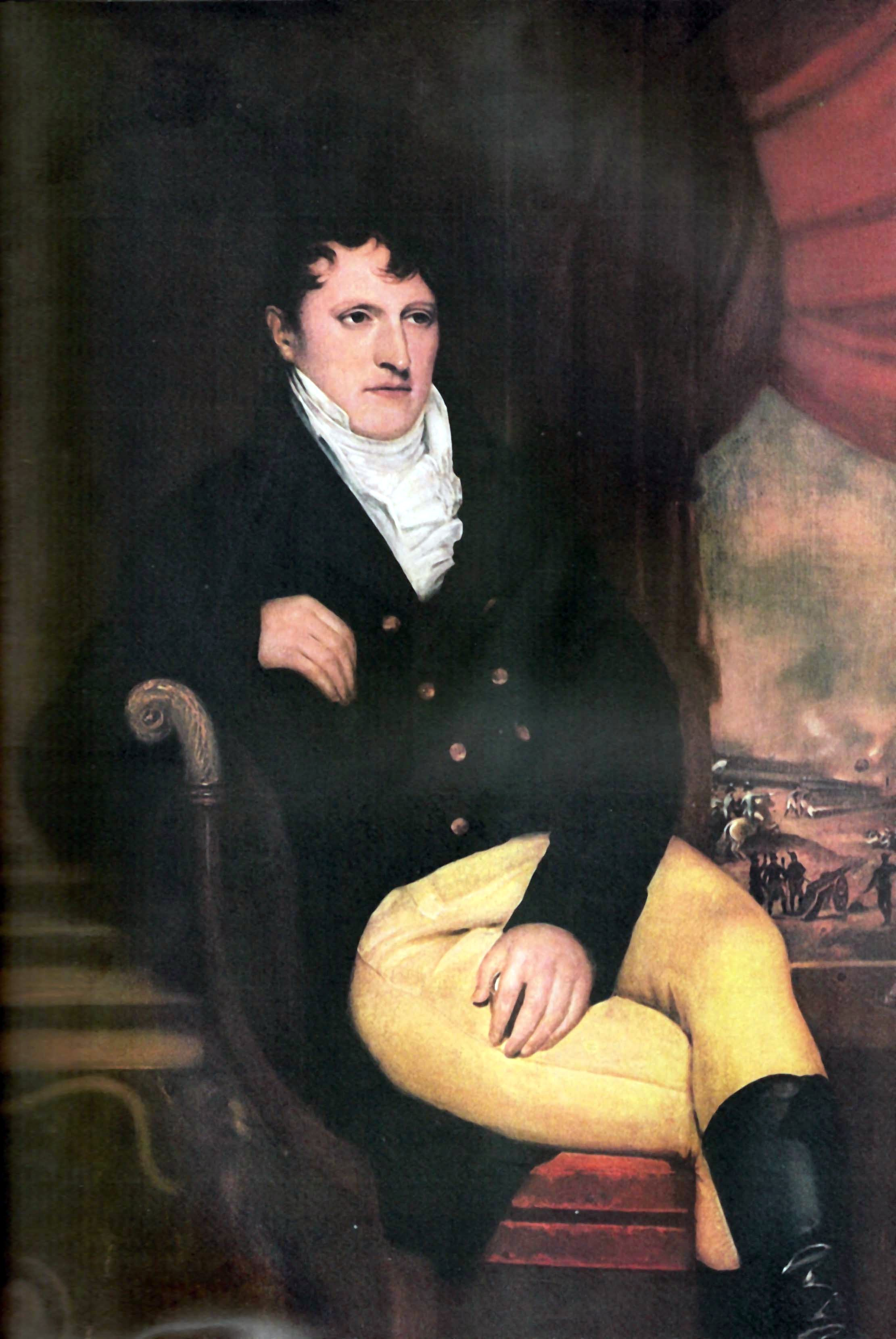
Manuel Belgrano

- 1820: Manuel Belgrano, abogado y militar argentino, creador de la bandera argentina (n. 1770).
- 1822: Eugenio Federico de Wurtemberg, aristócrata prusiano (n. 1758).
- 1836: Emmanuel-Joseph Sieyès, político francés (n. 1748).
- 1837: Guillermo IV, rey británico entre 1830 y 1837 (n. 1765).
- 1847: Juan Larrea, político español integrante del primer gobierno argentino (n. 1782).
- 1853: Antolín Faraldo Asorey, escritor y periodista español (n. 1823).
- 1856: Florestán I de Mónaco, príncipe monegasco (n. 1785).
- 1869: Hijikata Toshizō, militar japonés, segundo al mando del Shinsengumi (n. 1835).
- 1870: Jules Goncourt, escritor francés (n. 1830).
- 1872: Federico Forey, militar francés (n. 1804).
- 1888: Johannes Zukertort, ajedrecista polaco (n. 1839).
- 1904: Valentín Almirall, político y periodista español (n. 1841).
- 1908: Federico Chueca, compositor español (n. 1846).
- 1912: Voltairine de Cleyre, escritora y feminista estadounidense (n. 1866).
- 1919: Tivadar Kosztka Csontváry, pintor húngaro (n. 1853).
- 1925: Josef Breuer, fisiólogo y psicólogo austriaco (n. 1842).
- 1933: Mariano Barberán, ingeniero español (n. 1895).
- 1933: Joaquín Collar Serra, militar y piloto español (n. 1906).
- 1933: Clara Zetkin, militante comunista y feminista alemana (n. 1857).
- 1937: Andrés Nin, dirigente comunista español (n. 1892).
- 1940: Jehan Alain, compositor y organista francés (n. 1911).
- 1940: Charley Chase, actor y cineasta estadounidense (n. 1893).
- 1945: Luis Fernando de Orleans, aristócrata español (n. 1888).
- 1947: Bugsy Siegel, mafioso estadounidense (n. 1906).
- 1951: François Georges-Picot, diplomático francés (n. 1870).
- 1951: Iván Grishin, oficial militar soviético (n. 1901).
- 1952: Luigi Fagioli, piloto italiano de Fórmula 1 (n. 1898).
- 1955: Juan Carlos Cambón, actor argentino (n. 1912).
- 1963: Manuel Benedito Vives, pintor español (n. 1875).
- 1966: Georges Lemaître, astrofísico belga (n. 1894).
- 1975: Marisa Villardefrancos, escritora español (n. 1915).
- 1978: Mark Robson, cineasta canadiense (n. 1913).
- 1987: Mariano Cañardo, ciclista español (n. 1906).
- 1987: Leonid Jaritónov, actor soviético (n. 1930).
- 1989: Juan de Mata, historiador y arqueólogo español (f. 1989).
- 1989: Pascual Pery, militar español (n. 1911).
- 1994: Jay Miner, diseñador de chips estadounidense (n. 1932).
- 1995: Émile Michel Cioran, filósofo nihilista rumano (n. 1911).
- 1997: John Akii-Bua, atleta ugandés (n. 1950).
- 1997: Alf Engen, esquiador noruego-estadounidense (n. 1909).
- 1998: Conrad Schumann, primera persona en escapar de la Alemania Oriental (n. 1942).

- 2002: Erwin Chargaff, químico austriaco (n. 1905).
- 2002: Walter Villa, motociclista italiano (n. 1943).
- 2005: Larry Collins, escritor y periodista estadounidense (n. 1929).
- 2005: Jack Kilby, ingeniero electrónico estadounidense (n. 1923).
- 2008:  Guadalupe Leticia Maciel, pianista mexicana (n. 1952).
- 2009: Neda Agha-Soltan, estudiante de filosofía iraní (n. 1982).
- 2009: Francisco Rodríguez Gómez, político mexicano (n. 1911).
- 2010: Roberto Rosato, futbolista italiano (n. 1943).
- 2011: Ryan Dunn, actor estadounidense (n. 1977).
- 2011: Clodosbaldo Russián, político y economista venezolano (n. 1939).
- 2011: Umanosuke Ueda, luchador profesional japonés (n. 1940).
- 2012: Carlos Javier Beltrán, cantante argentino (n. 1946).
- 2016: Chayito Valdez, cantante mexicana (n. 1945).
- 2016: Benoîte Groult, periodista, escritora y activista feminista francesa (n. 1920).
- 2017: Prodigy, rapero estadounidense (n. 1974).
- 2018: Dante Caputo, diplomático y político argentino (n. 1943).
- 2023: Antonio Gálvez Ronceros, escritor y profesor peruano (n. 1932).
- 2024: Donald Sutherland, actor canadiense (n. 1935).

## Celebraciones
- Día Mundial de los Refugiados.[5]
Una de cada 88 personas no vive donde nació o donde eligió libremente vivir. Esa es la dramática conclusión del Alto Comisionado de las Naciones Unidas para los Refugiados (ACNUR) en el marco como parte del Día Mundial del Refugiado que se conmemora cada 20 de junio desde el año 2000.[6]

- Día de los Refugiados en África.
Celebrado en África, por acuerdo de la OUA.[7]

- Día Mundial del Wi-Fi.[8]
- Día Mundial de la Distrofia Muscular Facioescapulohumeral.[9]

- Yellow Day, el Día más feliz del año.[10]

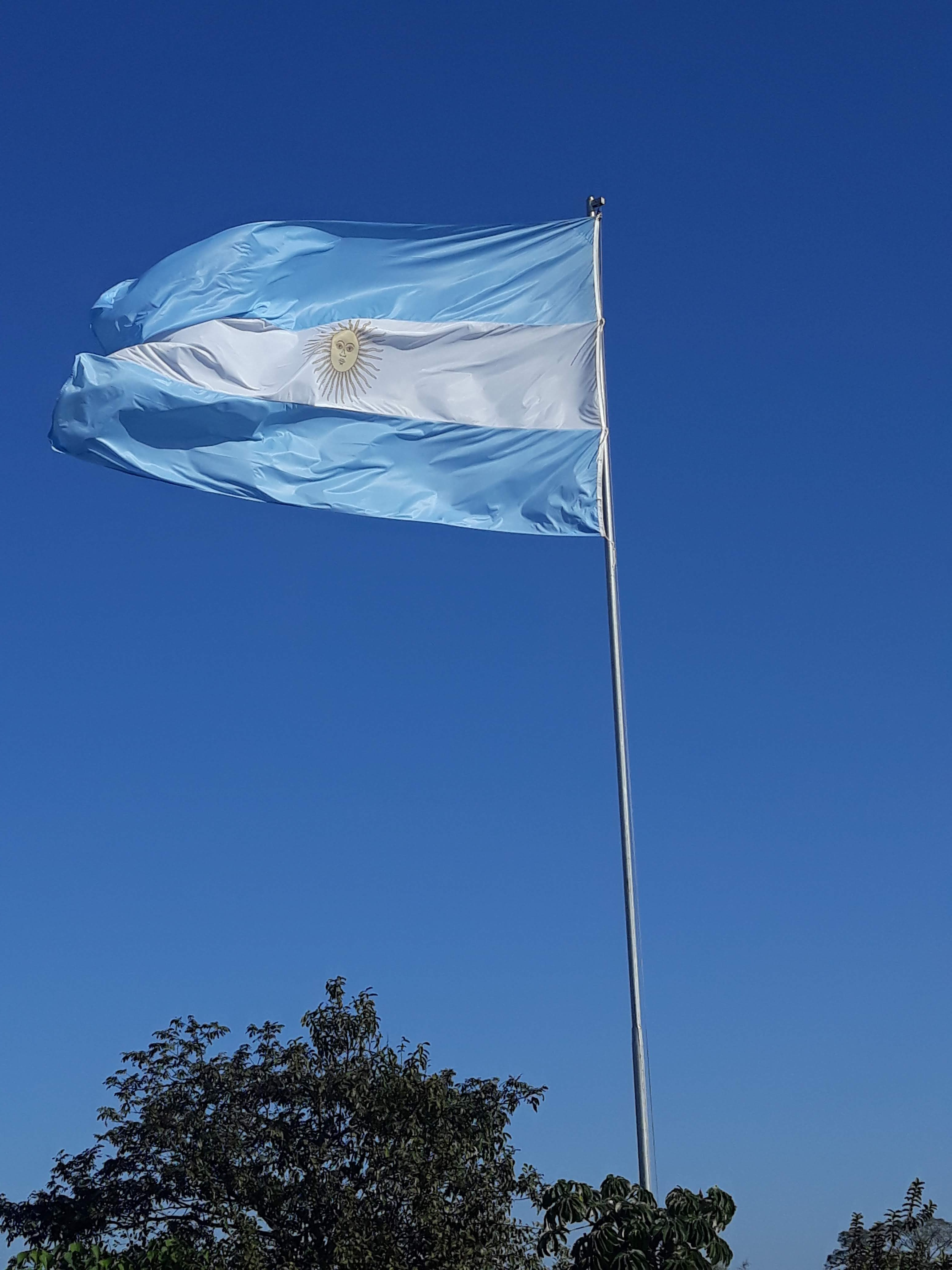
Día de la Bandera Argentina.

Por países
(Por orden alfabético)
- Argentina: 
  - Día de la Bandera.[11]
Feriado nacional por la muerte del general Manuel Belgrano, aunque la bandera argentina fue creada el 27 de febrero de 1812, durante la gesta por la Independencia de las Provincias Unidas del Río de la Plata.

- Azerbaiyán: 
  - Día del sector gasístico.
(en Idioma inglés: Day of the gas sector).

- Eritrea: 
  - Día de los Mártires.
Recuerdo de quienes dieron su vida durante la lucha del país por la independencia durante la guerra de la Independencia de Eritrea.
(en Idioma tigriña: Maelti Siwuat መዓልቲ ስውኣት).
(en Idioma inglés: Martyrs' Day).

- Estados Unidos: 
  -  Virginia Occidental:
    - Día de Virginia Occidental.
Se celebra anualmente el 20 de junio -con festivales en las principales ciudades de ese Estado- y conmemora la incorporación del estado a la Unión en 1863, tras la secesión de varios condados del noroeste de Virginia durante la guerra de Secesión.
(en Idioma inglés: West Virginia Day).

### Santoral católico

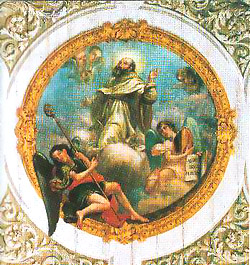
San Juan de Matera, pintura del.

Celebración del día: Beato Thomas Whitbread y compañeros.
- San Metodio de Olimpo, obispo y mártir (c. 312).[12]
- San Novato, anacoreta.[12]
- San Gobano de Laon, presbítero (c. 670).[12]
- San Juan de Matera, abad (1139).[12](imagen ilustrativa).
- Beata Margarita Ebner, virgen (1351).[12]
- Beato Dermicio O’Hurley, obispo y mártir (1584).[12]
- Beata Margarita Ball, mártir (1584).[12]
- Beatos Francisco Pacheco, Baltasar de Torres, Juan Bautista Zola, Pedro Rinsei, Vicente Kaun, Juan Kisaku, Pablo Kinsuke, Miguel Tozo y Gaspar Sadamatsu, mártires (1626).[12]
- Beatos Guillermo Harcourt, Juan Fenwich, Juan Gavan y Antonio Turner, presbíteros y  mártires (1679).